# HD 82943
HD 82943 (HIP 47007 / SAO 155312 / BD-11 2670) es una estrella en la constelación de Hidra de magnitud aparente +6,54. Se encuentra a 90 años luz de distancia del sistema solar. Se conocen dos planetas extrasolares confirmados en órbita alrededor de esta estrella.

## Características físicas
HD 82943 es una estrella blanco-amarilla de tipo espectral F9V con una temperatura efectiva de 5874 K.
Tiene un diámetro un 12% más grande que el del Sol y brilla con una luminosidad un 58% superior a la luminosidad solar.
Su masa se estima un 18% mayor que la masa solar, teniendo una edad aproximada de 3080 millones de años.
Está más enriquecida en metales que el Sol; su contenido relativo de hierro es un 86% mayor que el de nuestra estrella, mientras que el de magnesio es casi tres veces mayor.

## Presencia de litio-6
HD 82943 contiene una cantidad excepcionalmente alta de litio-6.
De forma natural, las estrellas no contienen este isótopo, ya que, a diferencia de otros elementos más ligeros que el hierro, los núcleos ligeros de litio —tanto el litio-6 como el litio-7—, berilio y boro no son producidos en cantidades significativas en las estrellas.
De hecho, el litio-6 es muy "frágil", siendo fácilmente destruido por colisiones entre protones a una temperatura de "sólo" 1.500.000 K; en comparación, la fusión nuclear de hidrógeno en helio ocurre aproximadamente a 10.000.000 K. En estrellas semejantes al Sol —como HD 82943—, los posibles átomos de litio-6 presentes en la estrella recién nacida serían "quemados" durante las primeras fases de la evolución estelar, desapareciendo completamente en sólo unos millones de años.
Sin embargo, en posteriores etapas evolutivas, las capas externas de la estrella permanecen relativamente aisladas del caliente interior. Por ello, si existiera una posterior contaminación de litio-6 procedente del exterior, éste podría ser conservado en las "frías" capas exteriores posiblemente durante miles de millones de años.
A diferencia de las estrellas, los planetas nunca alcanzan suficiente temperatura para quemar su contenido inicial de litio-6, reteniendo el contenido de este isótopo. La respuesta más simple y convincente para explicar la presencia de litio-6 en HD 82943 es que uno o varios planetas, o al menos material planetario, han caído en la estrella. Este evento habría tenido lugar una vez superadas las primeras fases de la evolución estelar.

## Sistema planetario
El primer planeta descubierto, HD 82943 b, orbita a una distancia media de 1,19 UA de la estrella, empleando 441 días en completar la órbita. El segundo planeta, HD 82943 c, se mueve en una órbita más cercana, a una distancia media de 0,75 UA, empleando 219 días para completar su órbita. Ambos planetas son más masivos que Júpiter.
| Acompañante (En orden desde la estrella) | Masa (MJ) | Período orbital (días) | Semieje mayor (UA) | Excentricidad |
| ---------------------------------------- | --------- | ---------------------- | ------------------ | ------------- |
| HD 82943 b                               | 1,75      | 441,2                  | ~ 1,19             | 0,219         |
| HD 82943 c                               | 2,01      | 219                    | ~ 0,746            | 0,359         |

Se ha postulado la presencia de un tercer planeta, con un período de 900 días y una masa del 35% de la masa de Júpiter, cuya existencia no ha sido confirmada.